# Фракия в древнегреческой мифологии

## Божества
- Афон (en:Athos (mythology)). Гигант. Бросил в Зевса гору, а тот прикрепил её у Македонии.
- Беди. Фракийское божество, название воды[1].
- Бендида[2]. Богиня[3]. Имя Селены[4]. Её святилище в Пирее[5].
- Болба (en:Bolbe). Богиня озера, дочь Океана. Родила от Геракла Олинфа[6].
- Брихон. Река в Халкидике. Её бог был союзником гигантов[7].
- Зибелфиурд (Zibelthiurdos[англ.]). У фракийцев бог бури (см. английскую Википедию).
- Истр. Речной бог. Сын Океана и Тефии[8].
- Кибела. Другое имя Алки.
- Котито.
- Плистор. Фракийское божество, которому принесли в жертву сатрапа Эобаза[9].
- Тотоес. Бог сна у фракийцев. Упоминается в надписи из Амфиполя и во Фракии[10].

## Герои отдельных племен

### Бисалты
- Бисалт. Отец Феофаны, возлюбленной Посейдона[11]. По Стефану Византийскому, сын Гелиоса и Геи[12].
- Колакс. Вождь бисалтов[13]. Сын Зевса[14] и Горы с телом, украшенным двумя змеями[15]. Участник битвы скифов и колхов. Убивает 7 врагов, убит Ясоном[16].
- Сифон (Ситон). Царь бисалтов, отец Филлиды[17].
- Филлида.

Также:
- Бисалты. Племя[18].

### Бистоны
- Бистоны. Племя[19].
- Бистон. Сын Ареса и Кирены. Основал Бистонию. Ввел практику татуировок (Стефан Византийский). (англовики) en:Biston
- Диомед (царь бистонов).

### Киконы
Храбрый Эвфем ополчал племена копьеборных киконов,
Сын браноносца Трезена, любезного Зевсу Кеада.
(Гомер. Илиада II 846—847, перевод Н. И. Гнедича)

- Киконы (Киконы). Племя[20][21].
- Евфем. Сын Трезена. Союзник Трои, от киконов[22].
- Кей. Отец Трезена, вождя киконов[23].
- Кикон. Сын Аполлона и Родопы[24].
- Мент (Ментес)[25]. Воевода киконов, его облик принимает Аполлон[26].
- Орфей.
- Трезен. Кеад. От киконов. Отец Евфема[27].

### Одрисы
- Дриант. Сын Ареса. Брат фракийца Терея, убит им[28].
- Итис.
- Одрис. Некий возлюбленный Гермеса[29].
- Прокна.
- Терей.
- Филомела (дочь Пандиона).

### Пеоны
Вслед им Пирехм предводил криволуких пеонов, далеко
Живших в странах Амидона, где катится Аксий широкий.
Аксий, водою чистейшей священную землю поящий.
(Гомер. Илиада II 848—850, перевод Н. И. Гнедича)
- Аксий (en:Axius (mythology)). Речной бог, отец Пелегона[30]. Сын Океана и Тефии[31] (у Гигина Аксен, Д. О. Торшилов ошибочно полагает, что здесь ошибка вместо Понта Аксинского[32]).
- Аписаон (сын Гиппаса). Пеониец, союзник Трои. Убит Ликомедом[33].
- Астеропей.
- Астипил. Пеониец. Убит Ахиллом[34].
- Гиппас. Отец пеонийца Аписаона[33].
- Евиппа. Из Пеонии, жена Пиера, мать Пиерид[35].
- Клеомеда. Жена Пеона, мать Лаофоонта[36].
- Лаофоонт. Сын Пеона и Клеомеды. Спутник Астеропея, защитник Трои. Убит Мерионом[36].
- Мидон. Пеониец. Убит Ахиллом[37].
- Мнесс. Пеониец. Убит Ахиллом[34].
- Офелест. Пеониец. Убит Ахиллом[34].
- Пелегон. Сын Аксия и Перибеи, отец Астеропея[30]. Царь пеонов[38]. Сами пеоны назывались пелагонцами[39].
- Пеон. Сын Посейдона и Геллы[40].
- Пеон. Отец троянца Лаофоонта. Жена Клеомеда, жил у потоков Аксия[36].
- Пеон (Пэон). Сын Эндимиона. Проиграв состязание за власть с братом, удалился далеко, и страна по ту сторону Аксия была названа Пэония[41].
- Пирехм.
- Ферсилох. (Терсилох.) Пеониец. Убит Ахиллом[37]. Эней встретил его в Аиде[42].
- Фрасий. Пеониец. Убит Ахиллом[34].
- Эний. Пеониец. Убит Ахиллом[37].

Этнонимы:
- Пеоны. Народ, союзники Трои[43].

### Эдоны
- Дриант. Отец Ликурга, царя эдонов[44]. Он же сын Ареса.
- Ликург (сын Дрианта).
- Дриант. Сын Ликурга, царя эдонов. Его отец, впав в безумие, убил топором Дриаса, думая, что подрезает виноградную лозу[45]. Этот миф излагался в трагедиях Эсхила «Эдоняне» и «Юноши» (фр.57-61, 146—146а Радт).
- Стримон. Речной бог. Сын Океана и Тефии[46]. Отец Евадны и Реса[47]
- Эдон. Сын Посейдона и Геллы[48].

Топонимы и этнонимы:
- Стримон. Река[49]. Геракл сделал его несудоходным. По берегам реки жили эдоны[50]
- Эдоны (Эдоняне). Племя[45]. Составляли хор трагедии Эсхила «Эдоняне».

## Другие фракийцы
Но фракиян предводил Акамас и воинственный Пирос.
Всех, которых страны Геллеспонт бурнотечный объемлет.
(Гомер. Илиада II 844—845, перевод Н. И. Гнедича)
- Агрий. Сын Полифонты от медведя. Был огромного роста и поедал чужеземцев. Арес превратил его в стервятника[51].
- Акамант (сын Евсора).
- Акессамен. Отец Перибои, дед Пелегона[52].
- Алкиониды.
- Алкиппа (дочь Алкионея). См. Алкиониды.
- Алкон. Сын Ареса. Из Фракии. Участник Калидонской охоты[53].
- Ампел.
- Амфион (сын Терея). Убил сыновей своего деда[54].
- Анфа. Дочь Алкионея. См. Алкиониды.
- Аргиопа. Имя жены Орфея, согласно Гермесианакту[55].
- Арейфой. Возница фракийца Ригма. Убит Ахиллом[56].
- Архилох. Фракиец, союзник Трои[57].
- Астерия. Алкионида. См. Алкиониды.
- Бизант (сын Посейдона).
- Бореады[58] См. Зеф и Калаид. Зет и Калаид
- Гарпалик. Фракиец, царь амимнейцев. Имел дочь Гарпалику. Неоптолем, возвращаясь из-под Трои, тяжело ранил его, но дочь спасла его и обратила врага в бегство. Потом Гарпалик был убит во время восстания граждан[59].
- Гарпалика (дочь Гарпалика).
- Гарпирея. По истолкованию, дочь Финея, проматывавшая его состояние и прозванная Гарпией[60].
- Гем (мифология).
- Геро.
- Гидна. Дочь Скилла из Скионы, возлюбленная Главка морского[61].
- Гиппокоонт[62]. Фракиец, родич Реса[63].
- Гиппоной. Сын Трибалла. Жена Фрасса, их дочь Полифонта[64].
- Деипил. Сын Полиместора и Илионы. Мать воспитала его как Полидора, и отец по неведению убил его[65]. Его тень являлась матери в трагедии Пакувия «Илиона»[66].
- Деипир. Фракиец, участник Троянской войны на стороне ахейцев. Убит Геленом[67].
- Демофонт.
- Долонк. (Долонх.) Сын Крона и Фраки, эпоним племени долонхов[68].
- Дорикл. Сын Феникса и Кассиопеи[69]. Вероятно, он же — предок фракийцев[70].
- Дриант. Жених Паллены, сватался к ней. В поединке с другим женихом Клитом его возница не закрепил колеса чекой, и Дриант был убит[71]. en:Dryas
- Дримо. Дочь Алкионея. См. Алкиониды.
- Еванф. (Еванф.) Радаманф сделал его царем Маронеи[72].
- Евридика (жена Орфея).
- Евсор. (Эвсор.) Отец Акаманта. Фракиец[73].
- Зеф.
- Иалем. (Ялем.) Певец, умерший от болезни[74]. По некоторым, сын Аполлона и Каллиопы, брат Орфея[75] (Примечания М. Л. Гаспарова в кн. Пиндар. Вакхилид. Оды. Фрагменты. М., 1980. С.469).
- Идас. Фракиец из Исмара. Три его сына пришли на помощь Энею и убиты Клавзом[76].
- Идея (дочь Дардана).
- Идофея. Так называют иногда вторую жену фракийца Финея[77].
- Илиона.
- Имбрас. Отец Пироса, фракиец[78].
- Исмар. Сын Евмолпа и дочери Эндия и Бентесикимы. Женился на дочери Тегирия. Вскоре умер[79].
- Кабир. (Кабейр.) Из Сеста, троянский воин. Убит Сфенелом[80].
- Кабиро. (Кабейро.) Дочь Протея. Родила от Гефеста 3 кабиров и 3 нимф-кабирид (либо сына Кадмила)[81]. Фракиянка, родила от Гефеста Алкона и Евримедонта[82].
- Калаид.
- Кероесса. (Кероэсса.) Дочь Зевса и Ио[83]. Родила от Посейдона Бизанта[84]. Кероэсса
- Кирена. Мать Диомеда фракийца (от Ареса)[19].
- Киссей[85]. Царь Фракии, отец Феано[86] и Гекабы (по версии[87])[88]. В Македонии был город Кисс[89].
- Клеобула. По версии, имя Клеопатры, жены Финея[90].
- Клит. Сватался к Паллене, дочери Сифона, которая полюбила его и помогла ему одолеть Дрианта. Женился на Паллене[91].
- Косинг. Жрец Геры у фракийских племен кебрениев и сикебоев. Собрал множество лестниц и угрожал взойти на небо, и фракийцы в испуге покорились ему[92].
- Крамбис. По версии, сын Финея и Клеопатры[93].
- Латуса. Жена фракийского царя Линкея. Подруга Прокны[28]. Упомянута в некоей трагедии (Филокла?)[94].
- Леандр. См. Геро и Леандр.
- Лик (фракиец). Мифический герой. Убит Кикном в единоборстве[95].
- Ликург (сын Борея). Фракиец, изгнан своего брата Бута[96].
- Линкей. Один из фракийских царей. Жена Латуса. Друг Терея[28].
- Марон.
- Мастусий. Житель Элеунта. Когда царь Демофонт принес в жертву его дочь, тот на следующий год убил царских дочерей, смешал их кровь с вином и напоил Демофонта. Мастусия с чашей бросили в море, которое стали называть Мастусийским[97].
- Мельс. По его имени назван город Месембрия на Понте, фракийцы называют его Брия[98].
- Мениппа. По версии, дочь Фамириса, мать Орфея[99] и Лина[100].
- Мефон. Предок Орфея, живший во Фракии. Эретрийские колонисты назвали свой город Мефона[101].
- Мефона. Дочь Алкионея. См. Алкиониды.
- Мунит.
- Неэра (жена Стримона). Мать Евадны[102].
- Нис. По версии, отец Бизанта. Нис (сын Пандиона)
- Олинф. Сын Геракла и Болбы[6]
- Орей. Из Фракии. Сын Полифонты и медведя. Был огромного роста и поедал чужестранцев. Арес превратил его в птицу лага[51].
- Орийф. По версии, сын Финея и Клеопатры[93].
- Паллена. Дочь Алкионея. См. Алкиониды.
- Паллена (дочь Сифона).
- Пандион (сын Финея).
- Пеан. Сын Евтерпы и Стримона[103].
- Перибея[104]. Дочь Акессамена, жена Аксия, мать Пелегона[52].
- Пиакх. Жестокий гетский царь, возможно, мифический[105].
- Пирей. (то же, что Пирос[106]) Фракиец, отец Ригма[107].
- Пирос. (Пейрос.) Сын Имбраса. Фракиец из Эны. Убил 1 грека. Убит Фоантом[108].
- Плексипп (сын Финея).
- Полигон. Сын Протея. Из Тороны. Убит Гераклом в поединке[109]. По схолиям к Ликофрону, имя Тмол.
- Полиместор.
- Полифонта.
- Полтис.
- Рес.
- Ригм. Сын Пирея. Фракиец. Убит Ахиллом[110].
- Родопа.
- Сарпедон[111] Гигант. Сын Посейдона, брат Полтиса. На берегу Айнии (Эна) Геракл за дерзость убил его выстрелом из лука[109]. en:Sarpedon
- Сифон (Ситон). Фракийский царь, эпоним сифонов[112]. Царь одомантов (по Парфению) или правитель Херсонеса Фракийского (по Конону). Отец Паллены[113]. Убит Дионисом[114]. По другому рассказу, выдал дочь замуж за Клита[115]. См. Конон. Мифы 10; Цец. Комментарий к «Александре» Ликофрона 1161.
- Скилл. Ныряльщик из города Скионы, отец Гидны[61].
- Страт. Фракиец. Защитник Трои. Убит Агамемноном[116].
- Тегирий.
- Телегон. Сын Протея. Из Тороны (или сын Тороны). Убит Гераклом в поединке[109] Вместе с братом убивал странников, борясь с ними, пока не был убит Гераклом[117].
- Терина. Дочь Стримона. Родила от Ареса дочь Фрассу[64].
- Тмол. Сын Протея и Тороны. Вместе с братом убивал странников, борясь с ними, пока не был убит Гераклом[118]. Упомянут в письме Спевсиппа Филиппу[119]. Тмол
- Торона. Жена Протея[120].
- Тороней. ? сын Протея[121] (в другой интерпретации дочь?[122].
- Фамирид.
- Фидалия (Фидалейя). Жена Бизанта. Участвовала в успешной обороне Византия против скифов. Метала змей[123].
- Финей.
- Фракия. Сестра Европы[124].
- Фрасса. («фракиянка») Дочь Ареса и Терины. Муж Гиппоной, дочь Полифонта[64].
- Фтония. Дочь Алкионея. См. Алкиониды.
- Харнобонт (Карнабон). Царь гетов во Фракии[125]. Оказал гостеприимство Триптолему. Но затем убил одного из драконов Триптолема. Тогда Деметра спасла Триптолема, а Карнабона поместила на небо в виде Змееносца[126].
- Хароп. Отец Эагра. Дионис, победив Ликурга, вручил ему власть над Фракией и мистерии[127]. en:Charopus
- Хиона.
- Эагр.
- Эгис. Некий каспий, основавший город Эгис у Истра[128].
- Эионей. Отец фракийца Реса[129]. (Эионей) — эпоним Эйона во Фракии, отец Реса.
- Эней. Царь Эна во Фракии. Сын Аполлона и Стилбы[24]. Долион, муж Эниты, отец Кизика[130]. en:Aeneus (of Aenus)
- Эрасия. По истолкованию, дочь Финея, проматывавшая его состояние и прозванная Гарпией[60].

## Топонимы
- Абдеры. Город во Фракии[19].
- Аксий. Река[131].
- Афон. Гора. Именуется «домом Зевса»[132]. Письмо Афону сочинил Ксеркс[133].
- Афонская нимфа[134].
- Бендидии. Праздник у фракийцев[135]. Его упоминает Платон[136].
- Болба. Озеро в Греции, ныне Волви.
- Боспор. (Босфор.) Пролив[137]. «Коровий брод», ибо его переплыла Ио[138].
- Гебр «исмарийский». Река[49]. Из дружбы к Эагру несёт на поверхности голову Орфея[139]. Поэма «Свадьба реки Гебр» приписывалась Абарису.
- Геллеспонт. Пролив[140]. Дарданеллы
- Гемийский хребет[141].
- Исмар. (Исмара.) Город[142]. Город киконов[143].
- Истр. Река[144].
- Канастр. Равнина[145].
- Кианейские скалы. (Кианийские скалы.) Опасны для плавания. У входа в Понт[146]. Их миновали аргонавты[147]. В микенских текстах упомянуты ku-wa-no (кианос, «лазурит») и ku-wa-no-wo-ko-i (киановорги, «мастера по лазуриту»)[148].
- Когеон. Священная гора у гетов[149].
- Меланф «мигдонийский». Река во Фракии[150].
- Мефона. Город во Фракии. Основан эретрийскими колонистами, которых Херсикрат изгнал с Керкиры[151].
- Паллена. Полуостров. Там была битва с гигантами[152].
- Пангея. (гора) (Пангей)[45]. Pangaea[англ.]
- Пеллена. Местность[145].
- Салмидесс. Город во Фракии[153].
- Сарпедонова скала[154]. Во Фракии[155] возле Эргина, там грот[156]. Так у Ферекида[157].
- Томы. Город[158].
- Торона. Город в Македонии[109].
- Тритон. Озеро у гипербореев, у Паллены[159].
- Фракия. Страна[160].
- Фракийцы. Племя[161]. В Дельфах был род Фракидов[162].
- Херсонес. П-ов во Фракии[163]. У Полибия аттич. Херронес.
- Эйон. Область во Фракии[164].
- Эн (Айн). Город во Фракии. (Псевдо-Аполлодор. Мифологическая библиотека II 5, 9)
- Эния (Айния). Страна. (Псевдо-Аполлодор. Мифологическая библиотека II 5, 9)